# Asanbek Otorbajew
Asanbek Otorbajew (ros. Асанбек Оторбаев, ur. 1925 we wsi Czat-Bazar w rejonie Tałas, zm. 31 stycznia 1945 nad Odrą w rejonie Kędzierzyna-Koźla) – radziecki wojskowy, młodszy sierżant, odznaczony pośmiertnie Złotą Gwiazdą Bohatera Związku Radzieckiego (1945).

## Życiorys
Urodził się w kirgiskiej rodzinie chłopskiej. Skończył 7-letnią szkołę w rodzinnej wsi, pracował w kołchozie, w styczniu 1943 został powołany do Armii Czerwonej. Od sierpnia 1943 uczestniczył w wojnie z Niemcami, walczył w składzie 296 pułku strzeleckiego 13 Dywizji Strzeleckiej, m.in. na Froncie Leningradzkim i 1 Ukraińskim jako żołnierz 55 Armii i potem 42 Armii, następnie 2 Armii Uderzeniowej. Brał udział w operacji leningradzko-nowogrodzkiej i likwidacji blokady Leningradu, 10 lutego 1944 został lekko ranny. W marcu-kwietniu 1944 w składzie 59 Armii uczestniczył w walkach w rejonie jeziora Pejpus (obwód pskowski), a w czerwcu 1944 w składzie 23 Armii Frontu Leningradzkiego w operacji wyborskiej nad rzeką Vuoksi przeciw armii fińskiej; został odznaczony medalem za udział w tych walkach. 2 grudnia 1944 59 Armia, w składzie której walczył, została przerzucona na terytorium Polski, w rejon Rzeszowa, Łańcuta i Żołyni i 20 grudnia 1944 włączona w skład 1 Frontu Ukraińskiego; od 14 stycznia 1945 brał udział w operacji sandomiersko-śląskiej, w tym w wyzwalaniu Dąbrowy Górniczej 27 stycznia 1945 i następnie w dotarciu do Odry w rejonie Kędzierzyna-Koźla. Za zabicie w walce ogniem z karabinu maszynowego (19 stycznia 1945) pięciu niemieckich żołnierzy został odznaczony Orderem Czerwonej Gwiazdy. Zginął w walkach. Został pochowany w Kędzierzynie-Koźlu. Jego imieniem nazwano ulicę w Tałasie, a w jego rodzinnej wsi szkołę średnią, gdzie postawiono jego popiersie. Na domu, w którym mieszkał, umieszczono tablicę pamiątkową.

## Odznaczenia
- Złota Gwiazda Bohatera Związku Radzieckiego (pośmiertnie, 10 kwietnia 1945)
- Order Lenina (pośmiertnie, 10 kwietnia 1945)
- Order Czerwonej Gwiazdy (25 stycznia 1945)
- Medal za Odwagę (18 lipca 1944)